# Bugatti Royale
Bugatti Royale (Bugatti Type 41) je luxusní limuzína nejvyšší třídy, kterou konstruktér Ettore Bugatti vyráběl v letech 1928 až 1931. Postaveno bylo pouze 7 kusů.

## Historie
Ettore Bugatti se dlouho zaobíral myšlenkou sestrojit luxusní a výkonný vůz, posledním impulzem byla poznámka jisté Angličanky, která poznamenala, že Bugatti vyrábí sice rychlé automobily, ale když chce někdo nejlepší, musí se obrátit na Rolls-Royce.
Bugatti původně plánoval výrobu 25 kusů typu Royale s motory o objemu válců 15 litrů, z toho jeden vůz byl určen pro španělského krále Alfonse XIII., ve skutečnosti však kvůli světové hospodářské krizi bylo postaveno pouze 7 kusů, ze kterých se dodnes dochovalo 6 kusů (2 ve Francii, 4 v USA). Ze všech motorů tedy bylo v automobilech použito pouze 7, ostatní byly použity ve speciálních aerodynamických železničních vozech Autorails Bugatti. Vlaky se dvěma až čtyřmi motory Royale dosahovaly rychlosti až 200 km/h.

## Motor
Motor tohoto rozměrově obřího vozu je řadový osmiválec s rozvodem OHC o objemu 12 753 cm³ až 14 726 cm³, který vznikl rozpůlením Bugattiho leteckého šestnáctiválce z první světové války. Motor sám byl dlouhý 1420 mm se značným točivým momentem o výkonu 275 až 300 k při 1700 ot/min, k jeho mazání bylo potřeba 23 litrů oleje a k chlazení 48 litrů vody. Vrtání/zdvih 125 mm/130 mm, 3 ventily na válec (2 sací a jeden výfukový).
Hmotnost samotného motoru je 380 kg, jen kliková hřídel vážila 137,5 kg. První stupeň třístupňové převodovky sloužil k rozjetí a ke strmému stoupání, druhý rychlostní stupeň mohl automobil díky jeho pružnosti použít z klidu až do 150 km/h. Maximální rychlost dle druhu karoserie až 200 km/h.

## Technická data
Rozměry
- délka 6,5 m
- rozvor 4320 mm
- rozchod 1600/1600 mm
- hmotnost 3175 kg
- spotřeba 40 litrů benzínu na 100 km.

Podvozek
- rám žebřinový
- vpředu tuhá náprava s půleliptickými pružinami
- vzadu tuhá náprava s čtvrteliptickými pružinami směřujícími dopředu
- brzdy bubnové
- řízení šnekové
- spojka suchá jednokotoučová
- převodovka třístupňová

Kola a pneumatiky
- 24palcové ráfky ze slitiny
- pneumatiky Rapson 6,75×36 (celkový průměr kol 970 mm)

- Karoserie
- dvou až čtyřdveřová dle přání zákazníka